# Moses Usor
Moses Usor (* 5. února 2002) je nigerijský profesionální fotbalista, který hraje na pozici křídelníka či útočníka za rakouský klub LASK.

## Klubová kariéra
V Nigérii hrál za místní akademii 36 Lion FC, ze které mimo jiných vzešel Peter Olayinka a Yira Sor.

### Slavia Praha

#### Sezóna 2021/22
Usor přestoupil do Slavie v zimě 2022. V jarní části sezony nastupoval za B-tým. V téže jarní části sezony si odbyl i svůj ligový debut v A-týmu, a to když nastoupil 15. května 2022 do pražského derby proti Spartě. V sezoně 2021/2022 s B-týmem vyhrál ČFL skupiny A, a přes následnou baráž, ve které se sešívaní stali celkovým vítězem ČFL, postoupil s B-týmem do F:NL. K postupu pomohl nasázením šesti gólů v devíti zápasech. K tomu přidal tři asistence.

#### Sezóna 2022/23
V průběhu předsezónní přípravy na sebe Usor upozornil vydařenými výkony v prvním týmu Slavie. 21. července 2022 debutoval Usor v evropských pohárech, když odehrál celé utkání druhého předkola Konferenční ligy proti gibraltarskému St Joseph's FC. Asistencí pomohl k výhře 4:0. 4. srpna vstřelil svůj první soutěžní gól v dresu Slavie, a to proti řeckému Panathinaikos Athény při výhře 2:0. Usor se prosadil také v posledním předkole Konferenčním kole proti polskému Rakówu Częstochowa, kdy gólem v odvetném domácím zápase poslal zápas do prodloužení. V poslední minutě prodloužení pak rozhodl o postupu do základní skupiny Ivan Schranz. V průběhu podzimní části sezóny vstřelil dohromady 6 branek, z toho 4 v české lize.

### LASK
V lednu 2023 odešel Usor na roční hostování s opcí do rakouského klubu LASK Linz. Dne 17. listopadu 2023 do klubu přestoupil natrvalo a podepsal s LASKem smlouvu do června 2028.